# Rilke Projekt
Das Rilke Projekt ist ein Musikprojekt des Komponisten- und Produzententeams Schönherz & Fleer, das Werke des Lyrikers Rainer Maria Rilke vertont. In bisher vier CD-Veröffentlichungen interpretieren deutschsprachige Schauspieler und Musiker Gedichte des Lyrikers Rilke. Die ersten drei CDs des Rilke Projekts erreichten Goldstatus. Zu den bekanntesten Mitwirkenden des Rilke Projekts gehören unter anderem Ben Becker, Klaus Meine, Hannah Herzsprung, Mario Adorf, Iris Berben, Karlheinz Böhm, Hannelore Elsner, Nina Hagen und Xavier Naidoo. Am 5. November 2010 erschien der vierte Teil des Rilke Projekts Weltenweiter Wandrer. Am 14. Oktober 2011 erschien bei Sony Music Classical das Album Best of Rilke Projekt. Am 27. November 2015 erschien bei Edel Content das Album Symphonic Rilke Projekt – Dir zur Feier. Am 29. September 2017 erschien die Doppel-CD Rilke Projekt – Live in der Alten Oper Frankfurt. Am 28. September 2018 erschien das 5. Album des Rilke Projekts Wunderweiße Nächte.

## Entstehungsgeschichte
2001 erschien die erste CD des Rilke Projekts mit dem Albumtitel Bis an alle Sterne bei BMG Ariola Classics. Bis 2010 wurden von dem ersten Album des Rilke Projekts über 150.000 Exemplare verkauft. Für die erste CD des Projekts wurde zum Beispiel das bekannte Rilke-Gedicht Der Panther von Otto Sander eingesprochen. Unter anderem sprachen für die erste CD des Rilke Projekts auch Nina Hagen, Ben Becker und Mario Adorf Gedichte ein.
Danach vertonten die Komponisten Schönherz & Fleer 16 weitere Gedichte von Rilke für eine zweite CD des Rilke Projekts mit dem Albumtitel In meinem wilden Herzen. Die CD erschien 2002 und wurde ebenfalls ein Erfolg. Die Veröffentlichung erreichte mit mehr als 100.000 verkauften CDs in Deutschland erneut Goldstatus. Die dritte CD des Rilke Projekts mit dem Albumtitel Überfließende Himmel erschien 2004 und erreichte ebenfalls Goldstatus.
Im Herbst 2004 tourte das Rilke Projekt unter dem Titel Zwischen Tag und Traum mit einer großen Produktion durch 24 deutsche Städte. Die multimediale Bühnenfassung des Rilke Projekts mit den Schauspielern Jürgen Prochnow, Nina Hoger, Robert Stadlober und der Sängerin Zabine sahen sich insgesamt mehr als 30.000 Zuschauer an. Ein Tour-Mitschnitt wurde als DVD unter dem gleichnamigen Tourtitel Schönherz & Fleer Rilke Projekt – Live – Zwischen Tag und Traum bei BMG Classics (heute Sony Music) im gleichen Jahr veröffentlicht.
2005 gaben Schönherz & Fleer ein Buch beim Insel-Verlag über ihr Rilke Projekt heraus. Neben Informationen zur Tournee, zu den beteiligten Schauspielern und Musikern sowie einem biografischen Essay über Rainer Maria Rilke enthielt die Buchveröffentlichung auch Tagebuchnotizen über die Konzertreise.
Am 5. November 2010 erschien die vierte CD des Rilke Projekts Weltenweiter Wandrer. Bei dieser CD wirkten unter anderem Klaus Meine, Ben Becker, Clueso, Hannelore Elsner, Tim Fischer, Katja Flint, Sol Gabetta, Hannah Herzsprung, Patricia Kaas, Salif Keïta, David Kross, Hardy Krüger und Peter Maffay mit.
Am 14. Oktober 2011 erschien bei Sony Music Classical das Album Best of Rilke Projekt.
Am 27. November 2015 erschien bei Edel Content das Album Symphonic Rilke Projekt – Dir zur Feier mit Stücken aus den vorangegangenen Rilke Projekt-Alben arrangiert für symphonisches Orchester. Die mitwirkenden Künstler sind Ben Becker, Hannelore Elsner, Nina Hoger, Max Mutzke und Robert Stadlober. Christian Kolonovits dirigiert die Neue Philharmonie Frankfurt. Den Bonustrack Omen und Orakel singen Yvonne Catterfeld und Xavier Naidoo.
Am 29. September 2017 erschien die Doppel-CD Rilke Projekt – Live in der Alten Oper Frankfurt, eine Aufzeichnung des Gala-Konzerts am 4. Dezember 2015 zum 140. Geburtstag Rilkes mit Ben Becker, Hannelore Elsner, Nina Hoger und Robert Stadlober und Special Guests Peter Maffay, Max Mutzke und Enrique Ugarte. Christian Kolonovits dirigierte die Neue Philharmonie Frankfurt, Gerhard Kämpfe moderierte.
Am 28. September 2018 erschien das 5. Album des Rilke Projekts Wunderweiße Nächte bei Lübbe Audio. Die Gedichte und Texte zum Thema Winter werden auf diesem Album von Julia Koschitz, Matthias Koeberlin, Klaus Hoffmann, Nicholas Müller und Cäthe interpretiert.
Seit 2018 finden jährliche Konzertreisen des Rilke Projekts mit verschiedenen Besetzungen statt. 2018 mit Nina Hoger, Sebastian Urzendowsky und Edo Zanki, 2019 mit Nina Hoger, Ralf Bauer und Edo Zanki, 2020 mit Nina Hoger, Ralf Bauer und Jonathan Kluth. Immer mit dabei die Rilke Projekt Band und Richard Schönherz am Piano.

## Diskografie
Alben
- Rilke Projekt I Bis an alle Sterne (BMG Ariola Classics, 2001)
- Rilke Projekt II In meinem wilden Herzen (BMG Classics/Random House Audio, 2002)
- Rilke Projekt III Überfließende Himmel (BMG Classics/Random House Audio, 2004)
- Rilke Projekt Zwischen Tag und Traum, der offizielle Reader (Inselverlag Frankfurt am Main und * Leipzig 2005, ISBN 3-458-34878-6)
- DVD-Video Album: Schönherz & Fleer Rilke Projekt Live – Zwischen Tag und Traum (BMG Classics, 2005)
- Rilke Projekt IV Weltenweiter Wandrer (Sony Music, 2010)
- Best of Rilke Projekt (Sony Music, 2011)
- Symphonic Rilke Projekt Dir zur Feier CD und DVD (Edel Content, 2015)
- Rilke Projekt I-IV 4 CD-Box (Lübbe Audio, 2017)
- Rilke Projekt – Live in der Alten Oper Frankfurt 2 CDs (Lübbe Audio, 2017)
- Rilke Projekt V Wunderweiße Nächte (Lübbe Audio, 2018)

## Auszeichnungen für Musikverkäufe
Anmerkung: Auszeichnungen in Ländern aus den Charttabellen bzw. Chartboxen sind in ebendiesen zu finden.
| Land/RegionAuszeichnungen für Musikverkäufe (Land/Region, Auszeichnungen, Verkäufe, Quellen) | Gold     | Platin | Verkäufe | Quellen           |
| -------------------------------------------------------------------------------------------- | -------- | ------ | -------- | ----------------- |
| Deutschland (BVMI)                                                                           | 3× Gold3 | —      | 400.000  | musikindustrie.de |
| Insgesamt                                                                                    | 3× Gold3 | —      |          |                   |

## Auszeichnungen
Im Herbst 2004 wurden Richard Schönherz und Angelica Fleer mit dem Internationalen Buchpreis Corine des Nachrichtenmagazins Focus in der Kategorie Hörbuch für ihr Rilke Projekt, I bis III ausgezeichnet.

## Pressestimmen
Von der Presse wurde das ungewöhnliche Projekt positiv aufgenommen. Die FAZ beschrieb den Eindruck, den das Projekt hinterlässt, so: „Es ist Ernsthaftigkeit und Respekt im Umgang von Wort und Musik, was diese Produktion auszeichnet: sie ragt weit hinaus über die schnellen Geläufigkeiten des Popgeschäfts.“ Immer wieder wird in den Rezensionen betont, dass das Rilke Projekt es schafft, den Gedichten Rainer Maria Rilkes ein modernes Gewand zu verleihen. In den Nürnberger Nachrichten hieß es dazu: „Erstaunlicherweise gelingt der Drahtseilakt, Rilke auf zeitgemäße Art zu interpretieren, ohne den Gehalt seiner Gedichte dabei zu verraten. Die originellen Sound-Collagen lassen der Sprache genügend Freiraum. Ein Hör-Buch, das gerade auch jungen Leuten Appetit auf Rilke macht.“